# Ланђешти (Арђеш)
Ланђешти (рум. Lăngești) насеље је у Румунији у округу Арђеш у општини Лунка Корбулуј. Oпштина се налази на надморској висини од 270 m.

## Становништво
Према подацима из 2002. године у насељу је живело 397 становника, од којих су сви румунске националности.